# Seducció prohibida
Seducció prohibida (títol original: Prelude to a Kiss) és una pel·lícula estatunidenca dirigida per Norman René, estrenada el 1992 i doblada al català.

## Argument
Peter Hoskins coneix Rita Boyle, després es casa amb ella. El dia del seu matrimoni, un vell abraça la núvia. En el transcurs de la lluna de mel a Jamaica, Peter s'adona que Rita no és la dona que coneix des de fa un any: no té més insomni, no beu més alcohol, es raspalla les dents, ha canviat d'opinions polítiques…; S'adona, veient el vell, que des del petó, Rita i ell han intercanviat de cos. El vell al cos de Rita es refugia amb els pares de Rita, mentre Rita al cos del vell i Peter es troben. Finalment Rita i el vell s'enfronten i intercanvien de nou de cos, el vell se'n va amb la seva família recomanant-los raspallar-se les dents.

## Repartiment
- Alec Baldwin: Peter Hoskins
- Meg Ryan: Rita Boyle
- Kathy Bates: Leah Blier
- Ned Beatty: Dr. Boyle
- Patty Duke: Mrs. Boyle
- Richard Riehle: Jerry Blier
- Stanley Tucci: Taylor
- Sydney Walker: el vell
- Rocky Carroll: Tom
- Debra Monk: Tia Dorothy
- Ray Gill: Oncle Fred
- Ward Ohrman: Ministre
- Annie Golden: Music
- Frank Carillo: Music
- Sally Murphy: Dama d'honor 1
- Salli Richardson-Whitfield: Dama d'honor 2
- Victoria Haas: Dama d'honor 3
- Fern Persons: Vella
- JoBe Cerny: Clerk
- Josette DiCarlo: Mare a l'estació
- Peter Lloyd: cambrer a Jamaica
- Richard C.W. Schutz: Partygoer
- Lucina Paquet: Ballarina
- Glendon Gabbard: Ballador
- Rob Riley: M. Sokol
- Jane Alderman: Mrs. Sokol
- Peter Hudson: Hotel Band - Sax
- Paul Hussey: Hotel Band - Flauta
- Ozzie Wilkins: Hotel Band - Trompeta
- Robert Lindo: Hotel Band - Trombó
- Eric Miller: Hotel Band - Piano
- Andrew Fatta: Hotel Band - Drums
- Brian Jobson: Hotel Band – Guitarra elèctrica
- Harold Williams: Hotel Band - Baix
- Peter Couch: Pianista

## Al voltant de la pel·lícula

### Llocs de rodatge
La pel·lícula ha estat rodada a Chicago i a Highland Park a Illinois i a Jamaica.